# Moncho Borrajo
Ramón Borrajo Domarco (Baños de Molgas, 24 de desembre de 1949) és un humorista i dramaturg gallec, més conegut com a Moncho Borrajo.

## Trajectòria
En entrar a l'adolescència, va a estudiar a Vigo. Als 14 anys va començar a escriure poemes, i als 16 va marxar a València a estudiar Arquitectura. Allà destaca com a dibuixant, i abandona la seva carrera per estudiar Arquitectura Tècnica i després Belles Arts a la Reial Acadèmia de Belles Arts de Sant Carles de València. El 1970 va guanyar un premi de dibuix a la universitat i va participar en alguns concursos de dibuix com el que porta el nom de Joan Miró. Des dels disset anys va fer diferents exposicions de dibuix i pintura, al llarg de tota la seva carrera.
A principis dels anys setanta va fer diverses actuacions com a cantautor dins del gènere de la protesta política, interpretant cançons en galec, castellà i català. El 1972 va rebre el 2n premi en un concurs universitari de cançó.
El 1976 va rebre la medalla al mèrit artístic que atorga el Ministeri d'Informació i Turisme. A València va fundar la biblioteca del Centro Gallego i un altre grup de dansa tradicional a la mateixa entitat.
El 1985 va deixar la música i va pujar als escenaris per primera vegada com a humorista i dramaturg, i ràpidament va assolir la fama com a monologuista, amb el qual va fer diverses gires per teatres a Espanya. El 1991 va tornar a pintar i va ser seleccionat per a algunes exposicions col·lectives com la mostra BMW o la Fenosa Union Show. A partir de l'any 2001, amb Markitis, inicia una sèrie de textos teatrals per a diversos personatges que en alguns casos ell mateix dirigeix (Markitis i Terapia a las six, de 2004) i en d'altres només escriu, com amb Cariño, ¿mañana qué hacemos?, de 2006. Dins d'aquest procés compra el teatro Amaya de Madrid, on estrena les seves produccions.
A més, ha treballat com a actor de doblatge a les versions castellà de Mira qui parla (1 i 2) i ha escrit articles per al diari Las Provincias .
L'any 2006 va decidir retirar-se dels escenaris amb l'obra Despedida y cierre, i amb ella està de gira fins al 2009. Aquell any, el 14 de febrer va fer la seva darrera actuació al Coliseum da Coruña.

## Obra

### Espectacles
- Aguijón 79 (1978)
- Moncho gusto(1983)
- Borrajo perdido (1987)
- Caca y cola
- Apuntes para un cabaret
- Ni a tontas ni a locas (1993)
- Aquí no hay crisis (1993)

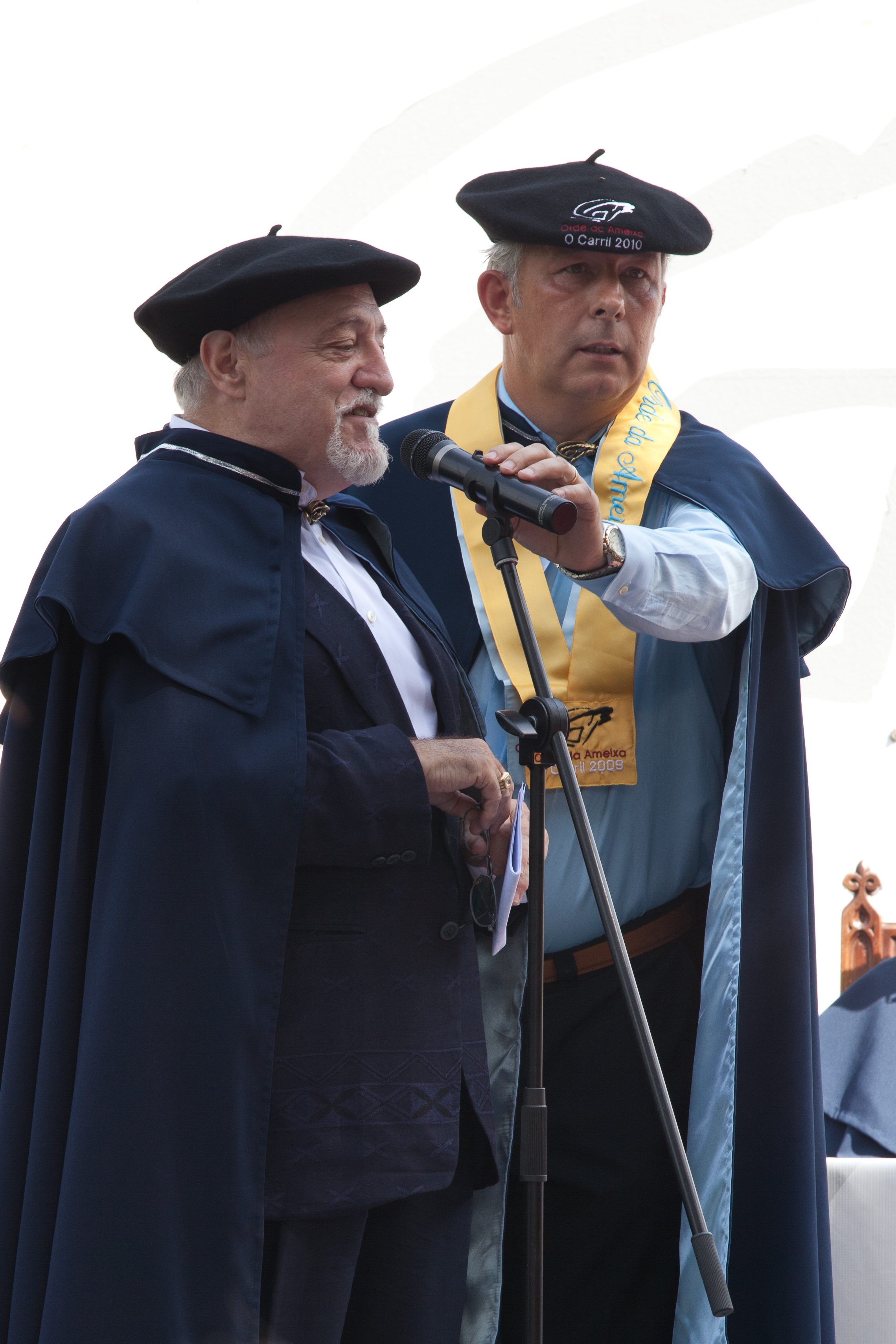
Moncho Borrajo, pregoner a Festa da Ameixa, O Carril.

- En concierto sentido del humor (1995)
- Dihablemos (1997)
- El bufón del rey (1998)
- Loco (2000), amb la qual va superar els 50.000 espectadors.[3]
- Markitis (2001)
- 30 años sin parar (2003)
- Terapia a las seis 2004)
- Cosas mías (2004)
- Este y yo (2005)
- España Cabaret (2005)
- Cariño, ¿mañana qué hacemos?, de 2006.
- Despedida y cierre (2006)
- La merienda (2008)

### Literatura en castellà
- Moncho y yo”
- Moncho y tú
- Pobres míos (dibuixos)
- Amo la ciudad (narrativa breu)
- Pavana para una difunta (novel·la)
- Con amor y humor (aforismes).
- 365 ocurrencias para la tolerancia (aforismes).

### Literatura en gallec
- Animaliños (dibuixos)
- Toño (narrativa breu)
- Meu querido padre Ramón (novel·la)
- Fixen Camiños (poesia)
- Gatos, (2008), Ir Indo.